# Roques de Salmor
Roques de Salmor är klippor i Spanien.   De ligger utanför ön El Hierro i regionen Kanarieöarna och är del av naturreservatet Roques de Salmor. Det är en viktig häckningsplats för bland annat oceanstormsvala.
Närmaste större samhälle är Frontera, 7 km söder om Roques de Salmón. 